# Abri du Poisson
Az Abri du Poisson barlang egy Eyzies-de-Tayacban (Dordogne, Franciaország) a Vézère völgyében található őskori emlék. A cro-magnoni menedék része.

## Felfedezése
A barlang feltárását 1892-ben kezdte Paul Girond. Az ásatásokat egy fogadós folytatta, ám az ekkor előkerült leletek nagyrészt eltűntek. 1912-ben Jean Marsan találta meg a híres halat ábrázoló szobrot, amelyet egyből el is adott a Berlini Régészeti Múzeumnak. December 12-én a munkások elkezdték leválasztani a domborművet, azonban a Művészeti Miniszter megakadályozta a munkálatokat, ám így is feltűnő maradt a csonkítás. 1913-ban nemzeti műemlékké nyilvánították a helyet.

## Értékei
Az Abri du Poisson legismertebb alkotása egy lazac élethű domborműve a barlang mennyezetén. A kormeghatározás alapján mintegy 25 ezer éves műalkotásról van szó és az első halábrázolásról. A hal azonban csak része egy komplex műnek. A hal felett egy hét mély vonást tartalmazó téglalap, egy lófejábrázolás, valamint további azonosítatlan jelek is találhatók a környékén. Egyes vonásokban festéknyomot is találtak, amely arra enged következtetni, hogy a műalkotás valaha színes volt. 1975-ben egy fekete emberi kézlenyomatot is találtak itt.